# Professor Tarantoga und ein seltsamer Gast
Professor Tarantoga und ein seltsamer Gast (Alternativtitel: Professor Tarantoga und sein seltsamer Gast) ist eine Science-Fiction-Komödie des DDR-Fernsehens aus dem Jahr 1979. Sie basiert auf der 1963 erschienenen gleichnamigen Erzählung von Stanisław Lem (polnischer Originaltitel: Dziwny gość profesora Tarantogi).

## Handlung
An einem Seeufer taucht in der Nähe einer jungen Frau plötzlich ein nackter Mann auf einem Baum auf. Er verfolgt sie in ein Lokal, wo er festgenommen und in eine psychiatrische Klinik eingewiesen wird. Durch Briefe, die er über die Anstaltsmauer wirft, nimmt er Kontakt zu Professor Tarantoga auf, einem Forscher zum Thema Zeitreisen. Der Mann stellt sich als Novak vor und behauptet, aus der Zukunft zu kommen, was ihn bei den Ärzten und Pflegern als noch verrückter erscheinen lässt. Tarantoga glaubt ihm jedoch, besucht ihn zusammen mit seiner Sekretärin Frau Sianko in der Klinik, kann ihm jedoch nicht helfen.
Kurz darauf gelingt Novak die Flucht und er steht bei Tarantoga vor der Tür. Um zu prüfen, ob er einen Zeitreisenden oder einen Verrückten vor sich hat, lässt Tarantoga sich von Novak aus dem Leben im 35. Jahrhundert erzählen: Die Menschen hätten den Mars besiedelt und unternähmen Zeitreisen, bei denen sie den „Chronobus“ (also die Zeitmaschine) jedoch nicht verlassen dürften. Genau das habe Novak aber getan, weshalb er jetzt nicht zurückkehren könne. Tarantoga gelte in der Zukunft als Erfinder der Zeitreise und werde als Held verehrt, jedes Kind kenne seinen Namen.
Während seiner Erzählungen wechselt Novak immer wieder in eine andere Persönlichkeit und behauptet dann, nicht Novak, sondern Hipperkorn zu heißen. Er erklärt, dass er aus zwei Personen in einem Körper bestehe: In der Zukunft beherrsche man nämlich die Technik, eine Person in ein fremdes Gehirn zu übertragen, sodass sich zwei Personen ein Gehirn teilen. Immer wenn einer der beiden schläft, ist der andere wach und steuert den Körper. Novak erzählt außerdem, dass in der Zukunft die Schulkinder im Schlaf lernen, und zwar über Kopfhörer. Er habe aber wenig gelernt, da er die Kopfhörer verstopft habe, um zu träumen, was er möchte.
Tarantoga ist von Novaks bzw. Hipperkorns Geschichten immer mehr überzeugt und glaubt, einen echten Zeitreisenden vor sich zu haben. Doch dann steht plötzlich Frau Novak vor der Tür, um ihren Mann abzuholen, der offenbar geistig verwirrt ist, schon öfter von zu Hause abgehauen ist und den Leuten absurde Geschichten erzählt hat. Für Frau Sianko ist das der Beweis, dass an der Zeitreise-Geschichte nichts dran ist. Tarantoga hält es aber für möglich, dass das Erscheinen von Frau Novak eine Tarnung war, um den Zeitreisenden ins 35. Jahrhundert zurückzuholen. Wer von beiden recht hat, bleibt unklar.

## Produktion
Der Film ist eine Produktion des Fernsehens der DDR und wurde am 24. April 1979 zum ersten Mal ausgestrahlt. Auf Grundlage derselben Geschichte wurde im Jahr zuvor auch in Westdeutschland ein Film veröffentlicht, und zwar unter dem Titel Die seltsamen Begegnungen des Prof. Tarantoga.